# Бъкингам (остров)

Остров Бъкингам (на английски: Buckingham Island) е 87-ият по големина остров в Канадския арктичен архипелаг. Площта му е 137 км2, която му отрежда 136-о място сред островите на Канада. Административно принадлежи към канадската територия Нунавут. Необитаем.
Островът се намира в централната част на архипелага, в средата на залива Норуиджън Бей (Норвежки залив) и отстои на 4 на югозапад от по-големия остров Грейъм.
Б ъкингам има слабо разчленена брегова линия с дължина 45 км и почти кръгла форма. Дължината му от северозапад на югоизток е 14,6 км, а ширината от югозапад на североизток – 11 км.
В цетъра на острова се издига възвишението Уиндзор с височина 143 м, от което се стичат радиално към крайбрежието множество рекички и поточета. За разлика от другите острови на архипелага на Грейъм няма изобилие от езера.
Остров Бъкингам е открит и първоначално изследван в началото на септември 1852 г. от английския полярен изследовател Едуард Белчер по време на ръководената от него арктическа експедиция (1852-1854) в Канадския арктичен архипелаг.
|  | Тази страница частично или изцяло представлява превод на страницата Buckingham Island в Уикипедия на английски. Оригиналният текст, както и този превод, са защитени от Лиценза „Криейтив Комънс – Признание – Споделяне на споделеното“, а за съдържание, създадено преди юни 2009 година – от Лиценза за свободна документация на ГНУ. Прегледайте историята на редакциите на оригиналната страница, както и на преводната страница, за да видите списъка на съавторите. ВАЖНО: Този шаблон се отнася единствено до авторските права върху съдържанието на статията. Добавянето му не отменя изискването да се посочват конкретни източници на твърденията, които да бъдат благонадеждни. |